# تریر سفید وست هایلند
تریر سفید وست هایلند (به انگلیسی: West Highland White Terrier)، نام یکی از نژادهای سگ است که خاستگاه آن به اسکاتلند بازمی‌گردد.که معمولاً به عنوان وستی شناخته می‌شود.تریر سفید نژادی اجتماعی، که دارای یادگیری سریع و می‌تواند با فرزندان خوب باشد، اما همیشه رفتارهای خشن را تحمل نمی‌کند. هچنین وستی یک نژاد فعال , بازی گوش و پرانرژی هستند و به همین علت نیازمند به ورزش و بازی زیادی دارند. این نژاد مدرن از تعدادی از برنامه‌های نژادی در سگ‌های شکاری سفید در اسکاتلند قبل از قرن بیستم به وجود آمده‌است. نام مدرن این گونه از سگ‌های تریر سفید اسکاتلندی را برای اولین بار در سال ۱۹۰۸ مورد استفاده قرار گرفت.
این نژاد در بریتانیا بسیار محبوب است و چندین پیروزی در Cruft's دارد .

## ظاهر

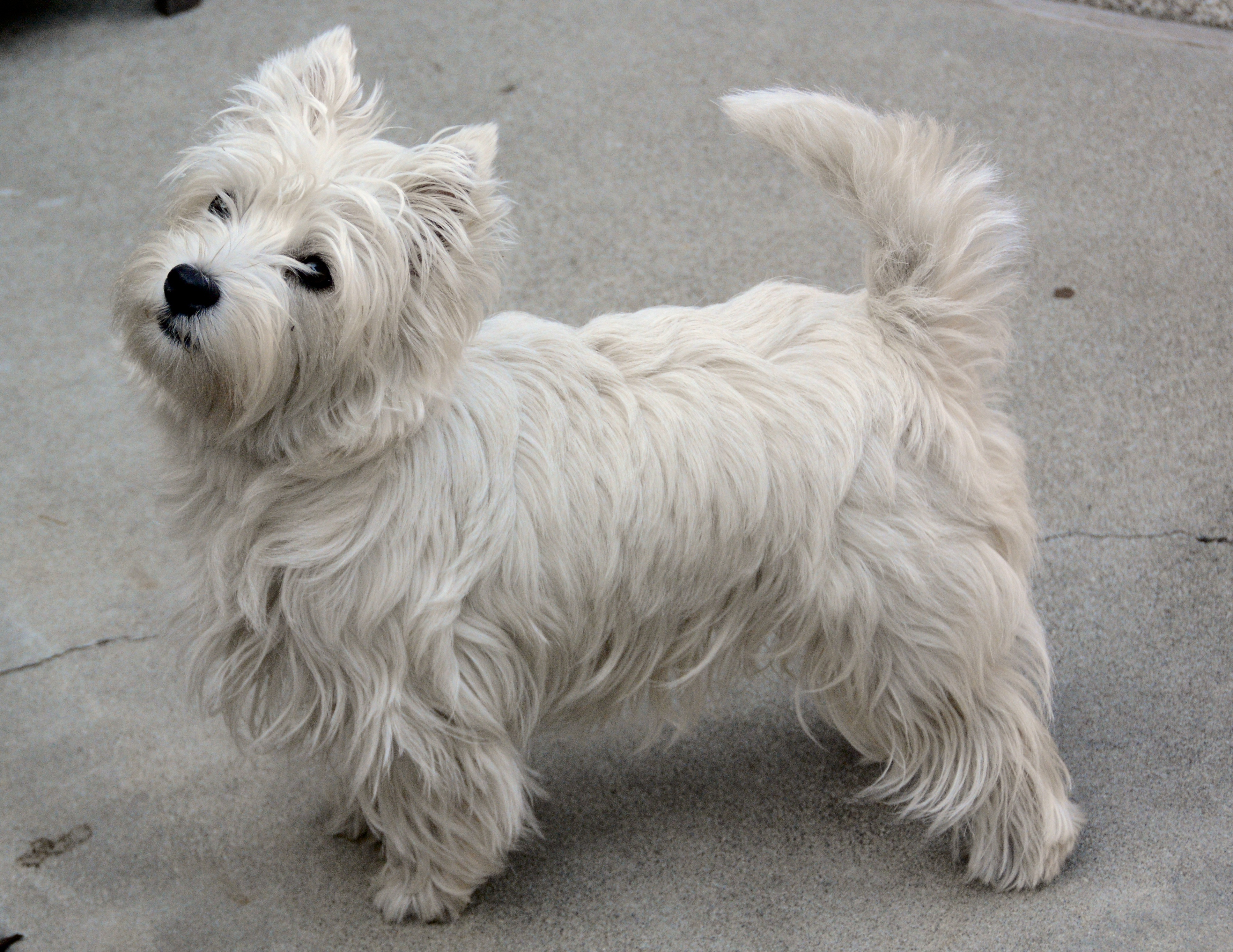
وستیزها دارای یک پوشش ضخیم درونی و بیرونی هستند

وستی دارای یک پوشش بیرونی ضخیم است و خز صورتش را پر می‌کند تا ظاهری گرد داشته باشد.وستی عموماً دارای چشمان روشن و عمیق،همچنین دارای شکل بادامی که به رنگ تیره هستند. گوش آن‌ها تیز و راست است.این نژاد در حالت بالغ به‌طور میانگین ۶٫۸–۹٫۱ کیلوگرم (۱۵–۲۰ پوند) وزن دارد. تریر سفید وست هایلند در حالت بالغ ۲۵–۲۸ سانتیمتر (۹٫۸–۱۱٫۰ اینچ) ارتفاع دارد. این نژاد در هر بار زایمان ۳ تا ۷ توله می‌زاید.
پنجه‌های وستی‌ها کمی به سمت بیرون کشیده می‌شوند تا در هنگام بالا رفتن بر روی سطوح سنگی بهتر از سگهای تخت پا باشند.